# Saint-Vincent, Puy-de-Dôme
Saint-Vincent là một xã ở tỉnh Puy-de-Dôme trong vùng Auvergne-Rhône-Alpes miền trung nước Pháp.